# Tlilir
Tlilir is een bestuurslaag in het regentschap Temanggung van de provincie Midden-Java, Indonesië. Tlilir telt 1626 inwoners (volkstelling 2010).